# Aderus pubescens
Aderus pubescens es una especie de coleóptero de la familia Aderidae. Fue descrita científicamente por Maurice Pic en 1926.

## Distribución geográfica
Habita en Vietnam.